# Estação La Motte-Picquet - Grenelle
La Motte-Picquet - Grenelle é uma estação das linhas 6, 8 e 10 do Metrô de Paris, localizada no 15.º arrondissement de Paris.

## Localização
A estação está localizada na interseção do boulevard de Grenelle, da rue du Commerce e da avenue de La Motte-Picquet.

## História

### Inaugurações
Em 24 de abril de 1906, a estação elevada (atual linha 6) foi aberta sob o nome de La Motte-Picquet e foi servida pela linha "2 sud" circulando entre Étoile e Place d'Italie. Em 17 de outubro de 1907, a linha 2 sud foi absorvida pela linha 5 que efetuava então o trajeto Étoile - Lancry (atual Jacques Bonsergent) até 15 de novembro de 1907 onde ela foi estendida de Lancry a Gare du Nord.

Esquema de alterações de linhas em 1937.

Em 13 de julho de 1913, a estação subterrânea de plataforma central da linha 8 foi aberta e a estação levou nesta ocasião seu nome atual. É uma das atuais plataformas servidas pela linha 8 na direção de Créteil e 10 na direção de Gare d'Austerlitz. Linha 8 efetuava então o trajeto entre Beaugrenelle (atual Charles Michels) e Opéra e foi estendida de Beaugrenelle a Porte d'Auteuil em  30 de setembro de 1913. No objetivo de operar a linha 8 no início de Opéra com dois ramais (Auteuil e Balard), esta estação com plataforma central tinha sido projetado para acomodar os trens em proveniência dos dois ramos e que emprestaria em seguida o tronco comum até Opéra. Tinha sido previsto que a atual plataforma da linha 10 com destino a Boulogne fosse a plataforma servido por outro sentido de circulação para os dois destinos, a divergência se efetuando após a estação. Esta plataforma não foi no entanto construída na abertura da estação subterrânea. A linha seria estendida de Opéra a Richelieu - Drouot em 30 de junho de 1928 e depois até Porte de Charenton em 5 de maio de 1931.
Uma importante mudança afetando as linhas 8, 10 e 14 da época foi realizada na noite de 26 a 27 de julho de 1937: a linha 8 redirecionada de Auteuil para Balard enquanto que a linha 10 obteve o trecho abandonado pela linha 8, continuando para além da estação por um novo trecho até Vaneau, onde ela reencontra seu traçado original até Jussieu, a nova linha 10 somente funcionando em 29 de julho. A estação passou então por uma profunda reestruturação para ter a configuração que se conhece hoje: a plataforma, inicialmente prevista para ser servida pelos trens da linha 8 com destino dos dois ramais foi construída, e recebe os trens da linha 10 com destino a Auteuil, enquanto que outra plataforma foi construída abaixo (em razão da baixa largura restante entre a estação e os edifícios) a fim de receber os trens da linha 8 redirecionados para Balard. A estação de plataforma central mantém seus trens com destino a Porte de Charenton enquanto que a outra via acolhe os trens da linha 10 com destino a Jussieu.
Em 12 de julho de 1939, a linha 10 foi estendida de Jussieu a Gare d'Austerlitz. Em 5 de outubro de 1942, a linha 8 foi estendida de Porte de Charenton a Charenton - Écoles e no dia seguinte, a linha 5 deu lugar à linha 6 que efetuou então o trajeto Étoile - Nation, inalterado até hoje. Desde então, a estação não teve uma configuração modificada nem de linhas servidas, apenas extensões foram efetuadas na linha 10, até Boulogne em 1981 e na linha 8, até se estender a Créteil - Pointe du Lac em 2011.

### Origem do nome
O nome da estação faz homenagem ao almirante Toussaint-Guillaume de La Motte Picquet (1720-1791) e também faz referência à antiga comuna de Grenelle que se encontrava no local e foi anexada a Paris em 1860, trinta anos depois de sua criação.

### Renovação
A plataforma da linha 8 na direção de Balard foi submetido a uma renovação em 2014 incluindo a substituição das telhas amarelas alaranjadas da parede pelas famosas telhas brancas típicas das estações de metrô parisienses. A parede situada ao lado da via férrea tem preservado as telhas amarelas alaranjadas. Essas telhas têm tons diferentes de laranja e amarelo à maneira das estações de estilo "Mouton" mas têm dimensões mais importantes e não são organizadas em linhas escalonadas. Seus comprimentos seguem a linha vertical e suas larguras a linha horizontal ao inverso das telhas das estações de estilo "Mouton" comuns.

### Frequência
Em 2011, 8 099 346 passageiros entraram nesta estação. Ela viu entrar 8 280 583 passageiros em 2013, o que a coloca na 29ª posição das estações de metro por sua frequência.

## Serviços aos Passageiros

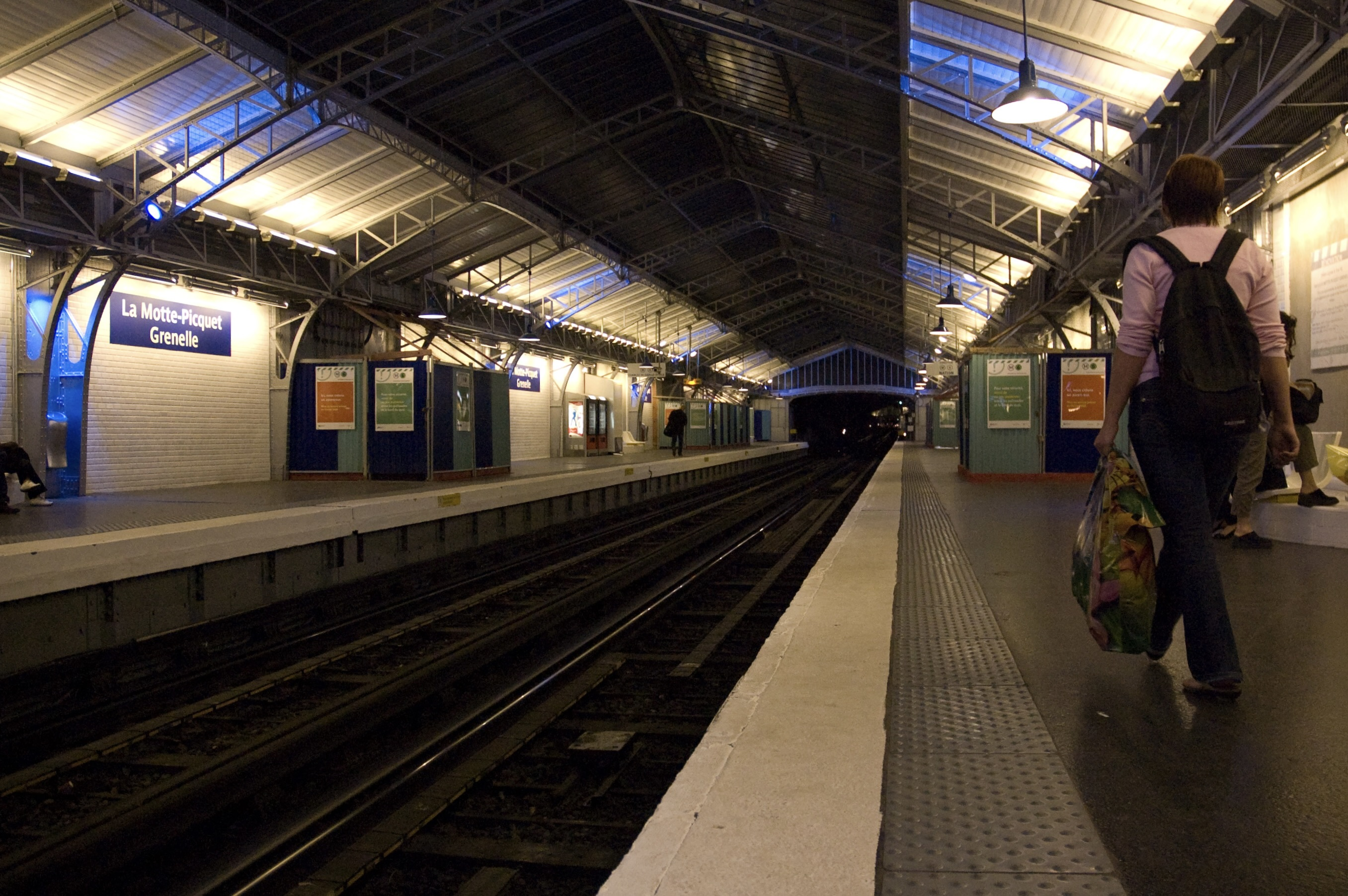
Plataformas da linha 6

### Acessos
A estação possui cinco acessos / saídas: rue du Commerce, boulevard de Grenelle, avenue de La Motte-Picquet, rue de Pondichéry e enfim avenue de Suffren.

### Plataformas
As plataformas da linha 6 são situadas em elevado com uma configuração padrão de duas plataformas laterais enquadrando duas vias. A estação subterrânea tem uma configuração incomum: ao nível superior estão as vias das linhas 8 e 10 em direção ao norte de parte e da outra de uma plataforma central, bem como a via da linha 10 em direção a Boulogne situada em uma semi-estação separada por um pé-direito. No nível inferior, sob esta via, se encontra a meia-estação da linha 8 em direção ao sul. Os corredores de correspondência da estação são decorados com vários brasões da família de Toussaint-Guillaume Picquet de La Motte (de blau a três cabrias de ouro, acompanhadas de três pontas de lança de argente em pal as pontas no topo). Um afresco representa a barrière de la Cunette, uma das portas do Muro dos Fermiers Généraux situado anteriormente neste lugar.

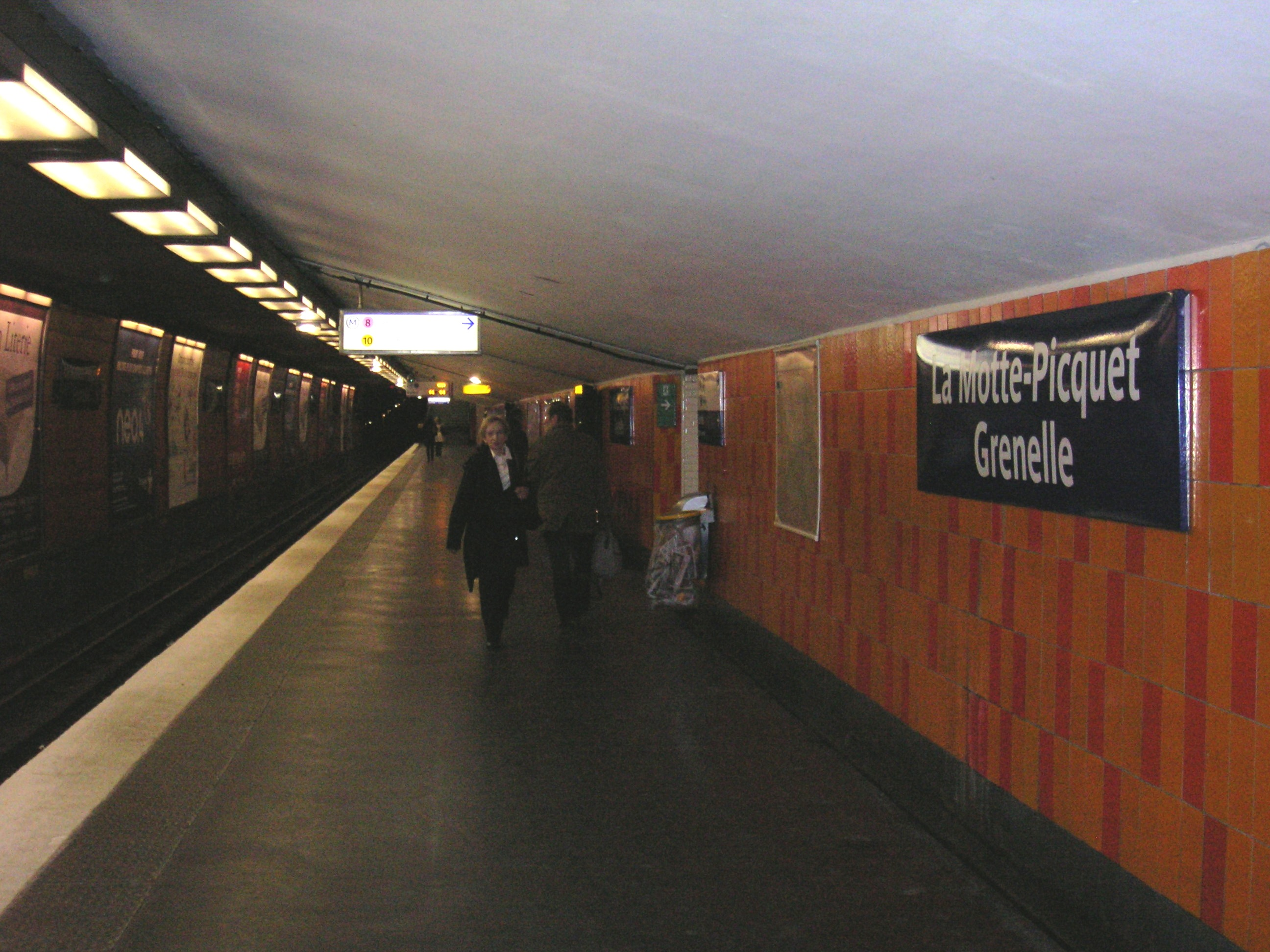
Plataforma da linha 8 em direção a Balard, antes da renovação de 2014

### Intermodalidade
A estação é servida pelas linhas 80 e 82 da rede de ônibus RATP.

## Pontos turísticos
A estação se encontra perto da Escola Militar, bem como do Village suisse.